# BTR-50
BTR-50 (BTR là từ viết tắt của Bronetransporter (tiếng Nga: БТР, Бронетранспортер, nghĩa là "xe bọc thép chở quân")  là một loại xe bọc thép chở quân lội nước của Liên Xô dựa trên khung gầm xe tăng hạng nhẹ PT-76. BTR-50 là loại xe bánh xích, không giống các loại xe BTR khác thường là bánh lốp. BTR-50 có chung nhiều điểm tương đồng với hai loại xe bọc thép chở quân khác là OT-62 TOPAS và Type 77. OT-62 là một bản sao chép cải tiến của BTR-50 do Tiệp Khắc và Ba Lan hợp tác sản xuất, còn Type 77 dựa trên xe tăng lội nước Type 63 do Trung Quốc chế tạo, không phải là bản sao của BTR-50.

### Các quốc gia sử dụng
- Liên Xô
- Tiệp Khắc
- Ba Lan
- Việt Nam